# Rustam Khudzhamov
Rustam Mahmudkulovych Khudzhamov (5 octobre 1982 à Skvyra) est un footballeur international ukrainien évoluant au poste de gardien de but.

## Carrière

### Formé au Dynamo Kiev
Rustam entre au centre de formation du Dynamo Kiev et joue pendant cinq ans dans l'équipe réserve du Dynamo, n'intégrant à aucun moment l'équipe professionnelle. Prêté une première fois, il est finalement cédé au FC Kharkov en 2006, évoluant dans le ventre mou du championnat ukrainien ; il y reste deux ans avant de quitter le club après que celui-ci est relégué en seconde division.

### Arrivée au Shakhtar
Le Shakhthar Donetsk achète le jeune gardien de but pour 582 000 hryvnia (environ 80 000 euros). Il arrête le pénalty décisif de son ancienne équipe le Dynamo Kiev lors de la finale de la Supercoupe d'Ukraine de football permettant à son équipe de remporter le trophée. Mais après avoir encaissé deux buts du fait d'erreur de sa part, il est relégué aux matchs de coupe. 
Le 11 février 2009, il participe à son baptême en équipe nationale dans un match amical contre la Serbie (1-0).

## Palmarès
- Coupe UEFA 2008-2009
- Coupe d'Ukraine de football : 2009
- Supercoupe d'Ukraine de football : 2008 et 2010